# 프랭키 레인

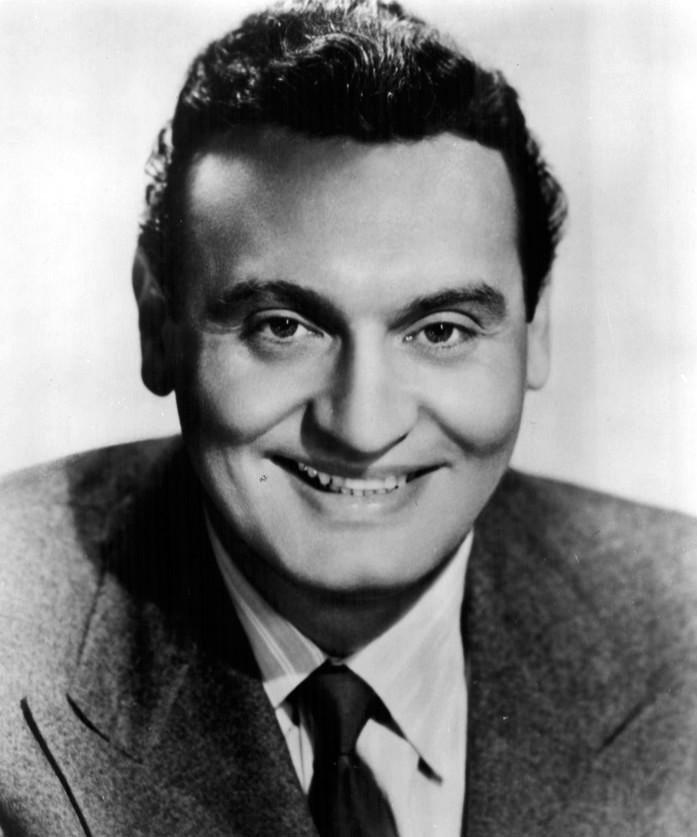

프랭키 레인(Frankie Laine, 1913년 3월 30일 ~ 2007년 2월 6일)은 시카고에서 태어난 이탈리아 계 미국인 가수이다. 1930년대에 제스 스티시의 콤보에서 노래를 불러 착실히 인기를 획득하였다. 1946년에 머큐리에서 취입한 《댓츠 마이 디자이어》가 큰 인기를 얻었다. 그 후 레퍼토리를 넓혀 독특하고 힘찬 창법으로 성공을 거두었으며, 《황야의 방랑자》, 《베스트》 등의 음반이 널리 알려져 있다.

## 같이 보기
- 가장 많은 음반을 판 음악가 목록